# نوزومي أوساكو
نوزومي أوساكو (باليابانية: 大迫 希) (27 نوفمبر 1990 في ساتسوماسينداي في اليابان – )؛ هو لاعب كرة قدم ياباني سابق كان يلعب كلاعب وسط.

## وصلات خارجية
- نوزومي أوساكو على موقع رابطة كرة القدم اليابانية للمحترفين (اليابانية)
- نوزومي أوساكو على موقع قاعدة بيانات كرة القدم.إي يو (الإنجليزية)
- نوزومي أوساكو على موقع Soccerway.com (الإنجليزية)